# Arrigo Musti

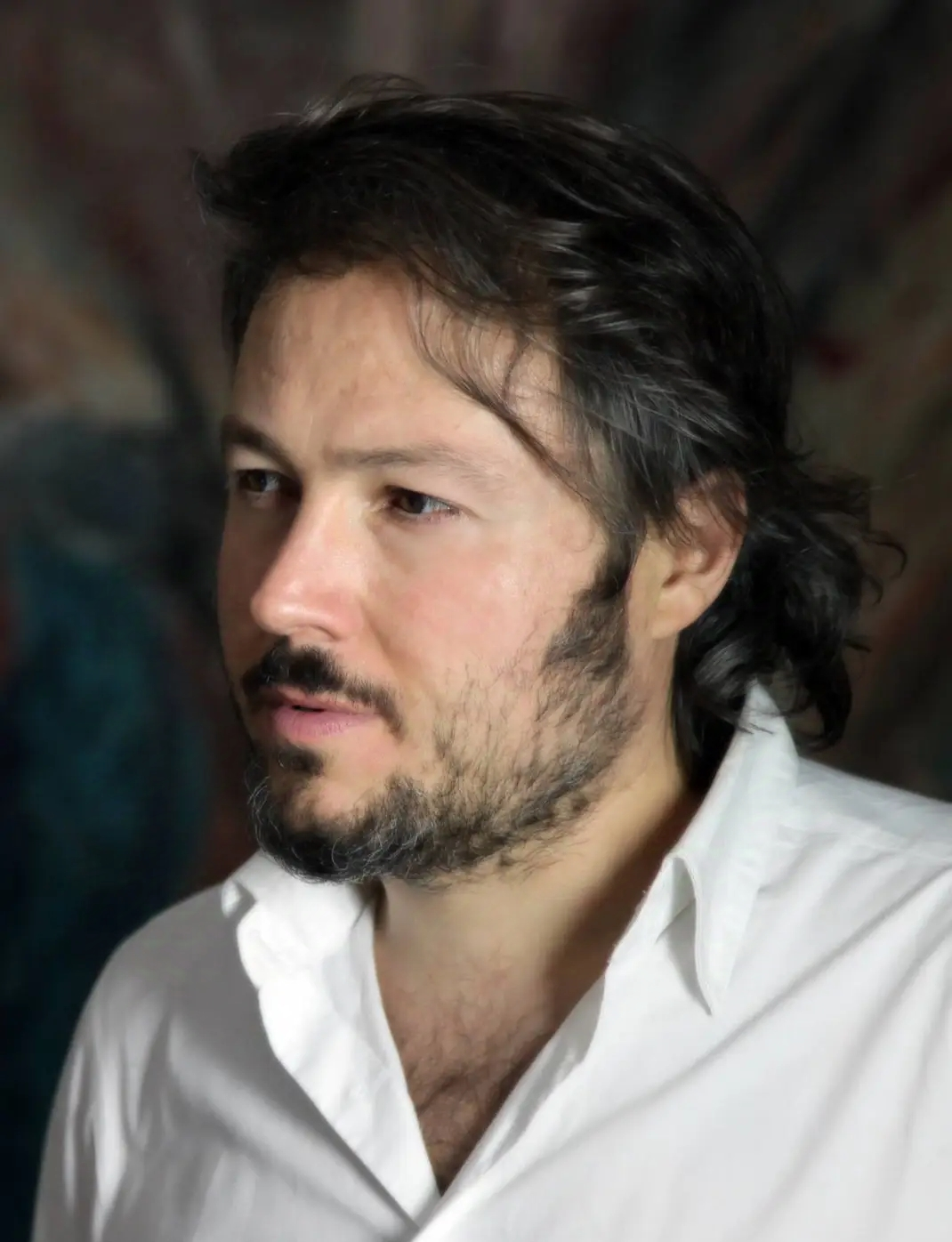
Arrigo Musti italian artist

Arrigo Musti (Palermo, 15 settembre 1969) è un pittore italiano.

## Biografia
Dopo aver lasciato da giovane la professione di avvocato, si dedica alla pittura da autodidatta. La sua produzione artistica rimane legata alla storia ed agli ideali pacifici di giustizia tra i popoli.

In seguito riceve l'idoneità accademica all'insegnamento di pittura e collabora con atenei universitari ed accademie in qualità di ricercatore indipendente. 

Oltre l'affermazione nazionale 
, per la presenza dei suoi lavori attinenti alle vittime della guerra in Jugoslavia, in Sierra Leone (serie Oil and Blood Rain) ed in altri siti iconici dell'ONU (come il Palazzo di Vetro a New York) e per la sua ispirazione al lavoro prima della Procura del Tribunale penale internazionale per l'ex Jugoslavia (TPIJ) 
 e poi dell'IRMCT (International Residual Mechanism for Criminal Tribunals) con la serie: "Under Surfaces",
 è riconosciuto, internazionalmente, tra gli artisti più legati agli ideali dell'Organizzazione delle Nazioni Unite. 

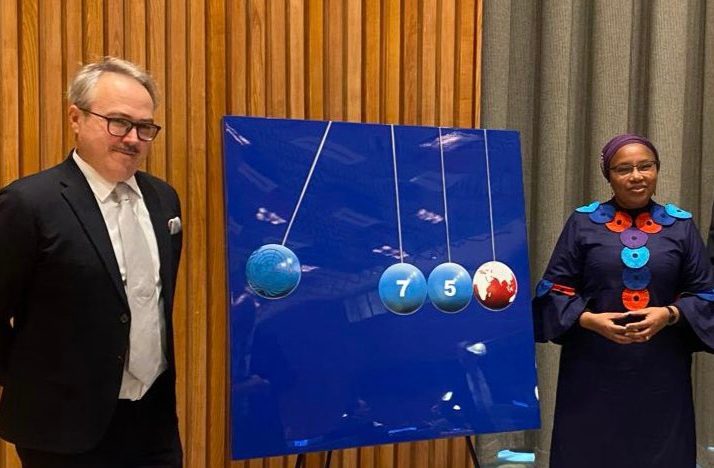
75 th Anniversary of UN Genocide Convention

Le Nazioni Unite celebrano i 75 anni della Convenzione sul Genocidio, presso la Trusteeship Chamber a New York, 8/9 dicembre 2023. Il Segretario Generale delle Nazioni Unite António Guterres ha avvertito che “nel mondo di oggi, caratterizzato da profonde divisioni, sfiducia e conflitti, ci troviamo ancora di fronte alla minaccia costante di questo atroce crimine (del genocidio)
Questo evento commemorativo ha incluso anche la presentazione di un'opera d'arte dedicata dell'artista italiano Arrigo Musti, creata appositamente per questa occasione. Intitolata “Legge della Conservazione della Vita,” quest'opera d'arte invita a riflettere sull'azione necessaria per prevenire il genocidio e i crimini correlati, senza la quale il mondo soffre. L'evento è stato presieduto da
Alice Wairimu Nderitu, Consigliere speciale delle Nazioni Unite per la prevenzione dei genocidi del Segretario Generale delle Nazioni Unite António Guterres.

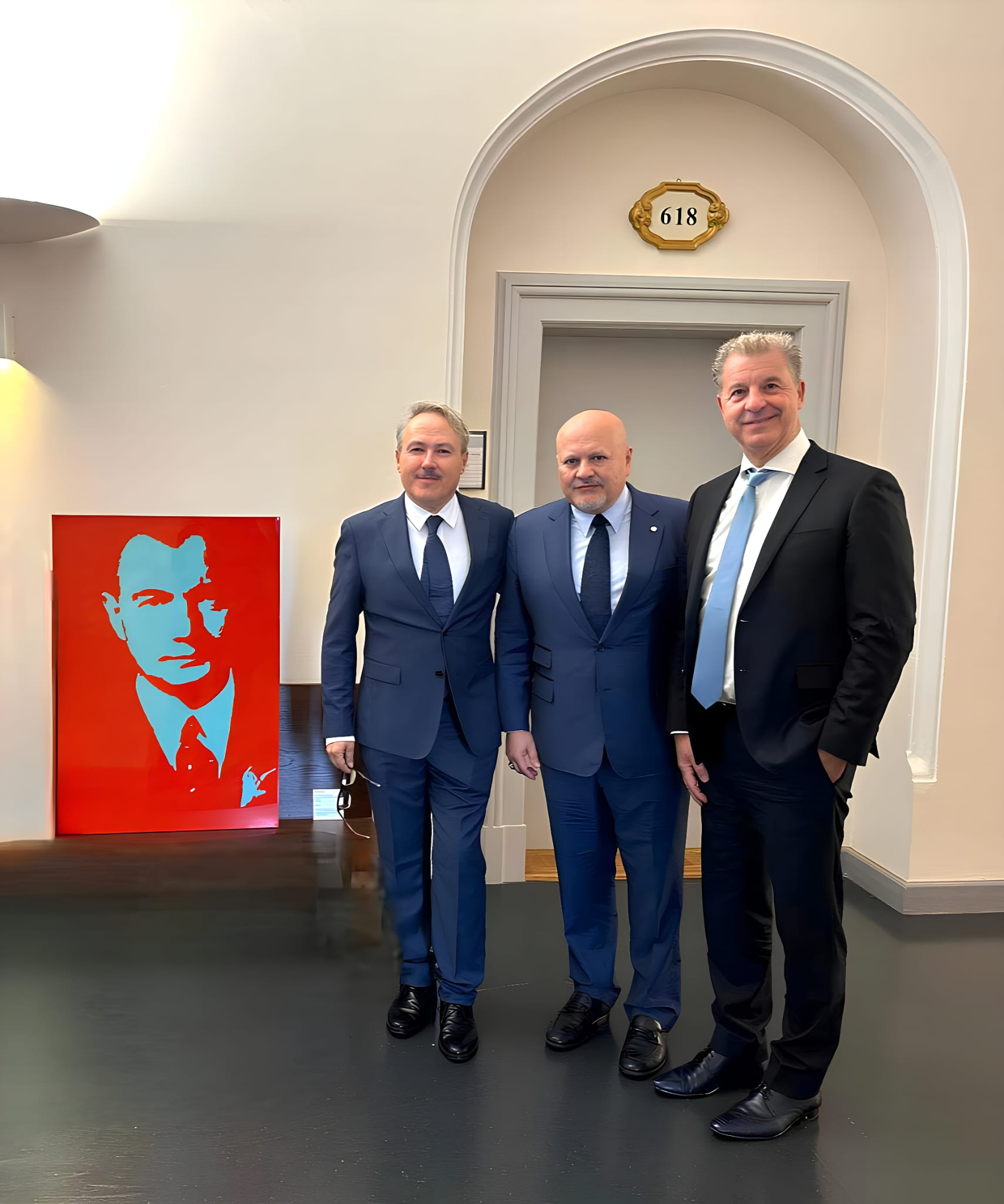
International Nuremberg Principles Academy Nuremberg Forum 2024

Accademia Internazionale dei Principi di Norimberga "A Social Portrait" è il ritratto di Arrigo Musti dedicato alla figura, in chiave moderna o social, del celeberrimo procuratore Robert H. Jackson viene presentato durante il Nuremberg Forum 2024 alla presenza di Karim Ahmad Khan Prosecutor of the International Criminal Court e  Serge Brammertz Prosecutor of the International Residual Mechanism for Criminal Tribunals

### Gli inizi
Nonostante i temi trattati siano legati, fin dagli esordi, alla storia contemporanea, con i suoi aspetti più drammatici, l'artista ha sviluppato, in contemporanea, una produzione, attraversata da una ricerca delle radici culturali dei popoli, come antidoto alla violenza ed alle guerre. 
Ritenendo, non le idee suprematiste, ma la giustizia e la pace come comun denominatore nelle aspirazioni ultime dei popoli. 
Soprattutto, per l'aspetto formale dei suoi lavori, i colori sono sempre più brillanti, nel tempo, ed addirittura riflettenti per attrarre e favorire non solo il pensiero critico dello spettatore ma anche la propria personale presa di coscienza innanzi alla storia contemporanea. Chiama "ImPop" questo modo di concepire la propria arte. In esso a fronte di una concessione alla forma, attraente per colori e forme, sostituisce alle icone Pop ritratti reali o metaforici (attraverso l'uso della mitologia) di uomini e donne che si sono distinti per le loro vite esemplari di coraggio,  giustizia e solidarietà.
Lavorando, in antitesi con le mode, ad una ricerca di un ideale teorico, e poi visivo, di bellezza diversamente attraente.
Nel 2000, dopo i primi studi da autodidatta sulla pittura Barocca ed in particolare su Caravaggio, realizza lavori di grandi dimensioni legati alla visione drammatica del XX secolo ("secolo breve").
Uno di questi fa parte della collezione d'arte moderna e contemporanea di Palazzo Comitini
, a Palermo e si intitola: "XX, Un Secolo di Passione" ed un altro, intitolato il "Quarto Reich" (dove si stigmatizza l'orrore nazista in un particolare di giudizio divino) fa parte della collezione d'arte del Palazzo di Giustizia di Palermo, aula adunanze "Biagio Bruno".
Tra il 2006 e il 2008 ha svolto, per la città di Bagheria, l'attività di consulente alla promozione artistica nel territorio, tenendo al contempo convegni in diverse università riguardo al manifesto "Impop Art". "Impop", acronimo di impopolare, vuole essere, nelle intenzioni dell'autore, un modo per ricercare artisticamente nelle radici culturali popolari o pop, una chiave di lettura delle immagini offerte dalla storia e dalla contemporaneità, alla luce dei diritti insopprimibili e universali dell'uomo sia come singolo che come facente parte di una collettività. Mentre "Pop" spesso è usato come acronimo di cultura popolare tout court, "Impop Art" vuole rappresentare un rifiuto dell'arte intesa come mera adesione a modelli culturali preconfezionati dalla società dei consumi. Il catalogo Impop Art di Musti (Kalós 2007) è presente anche presso la Biblioteca dello Yad Vashem (Israele), mentre il catalogo Rain (Plumelia 2009), con testi di Maurizio Calvesi e Augusta Monferini, è inserito, tra gli altri, presso la biblioteca della Wright State University (Ohio, USA).

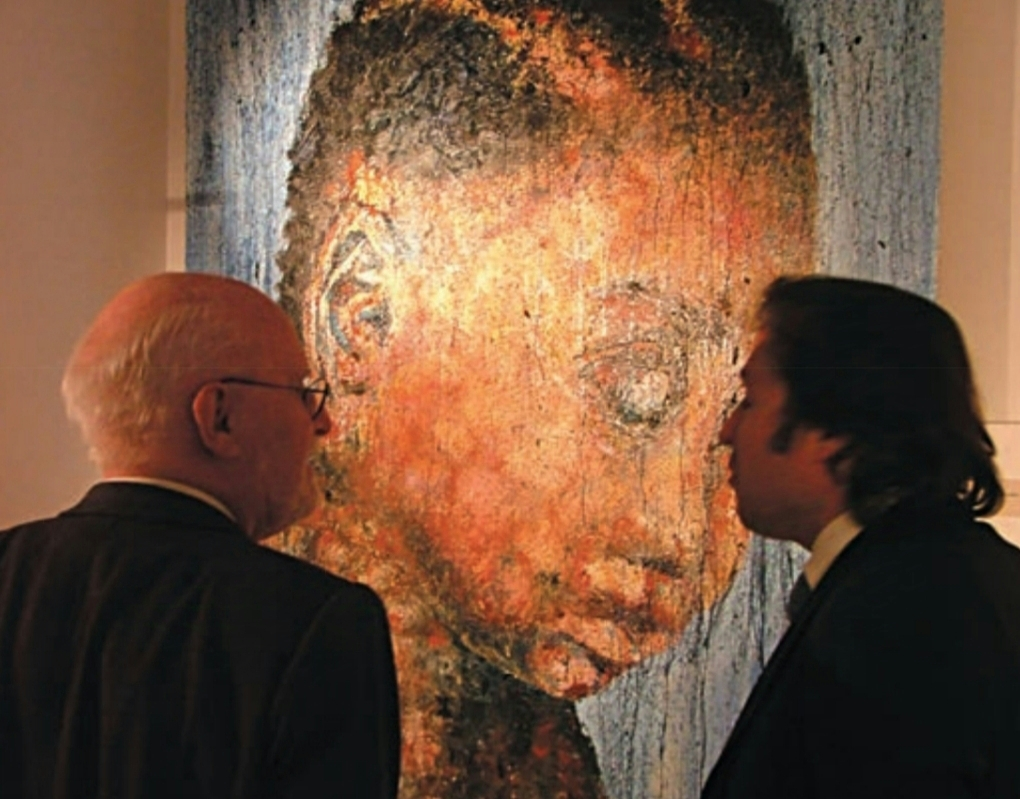
Consolato del Regno del Marocco a Palermo 2008 mostra personale di Arrigo Musti Oil and Blood Rain. Il quadro Oil Rain 2 è recensito dallo Storico dell'Arte Maurizio Calvesi

In seguito, due suoi dipinti vengono acquistati in un'asta di Christie's per conto delle Nazioni Unite da Serge Brammertz, procuratore capo presso Tribunale penale internazionale per l'ex-Jugoslavia, per esporle permanentemente nelle aule di Giustizia.

### 2009 - 2019
In questi anni espone alla Wright State University (USA), con presentazione di Maurizio Calvesi e Augusta Monferini (la quale ha ricoperto per molti anni il ruolo di direttrice della Galleria Nazionale d'Arte Moderna), oltre che al Peace Museum.
In questa circostanza ArrIgo Musti è chiamato ad esporre anche in una mostra personale dopo l'artista Newyorkese Max Ginsburg, noto per avere illustrato Friendship celeberrima novella per bambini di Myldred Taylor, da Steve Fryburg, ex direttore del Museo della Pace, e la statunitense Gabriela Pickett, attivista per la pace, per celebrare il 14° anniversario dei Dayton Peace Accords, che posero fine alla guerra in Bosnia ed Erzegovina, e inaugurare il Missing Peace Art Space. Uno spazio innovativo, nelle intenzioni dei fondatori, interamente dedicato al legame tra arte e pace. così come riportato dal Dayton Daily News.
Data la solennità della circostanza, il sindaco di Dayton  Rhine McLin riceve, nella Casa Comunale con gli onori del caso, l'artista italiano Musti.
Inizia, così, una lunga produzione di lavori, che attraversa varie tecniche, che riguarderà, da un lato, la stigmatizzazione delle guerre e dei genocidi e, al contempo, la esaltazione della bellezza e della vita, attraverso il rispetto dei diritti universali, cui anelano tutti  i popoli,  nonostante le eterogenee radici culturali. 
Nel 2010 Hugh Headmeades, banditore d'aste britannico internazionale di belle arti di Christie's pone all'asta, per scopo di beneficenza, un'opera della serie: "Oil and Blood Rain", presso una galleria privata a Londra.
Nel 2011 partecipa alla 54ª Esposizione internazionale d'arte di Venezia, Arsenale di Venezia Padiglione Italia, curata da Vittorio Sgarbi, su indicazione del regista Giuseppe Tornatore.

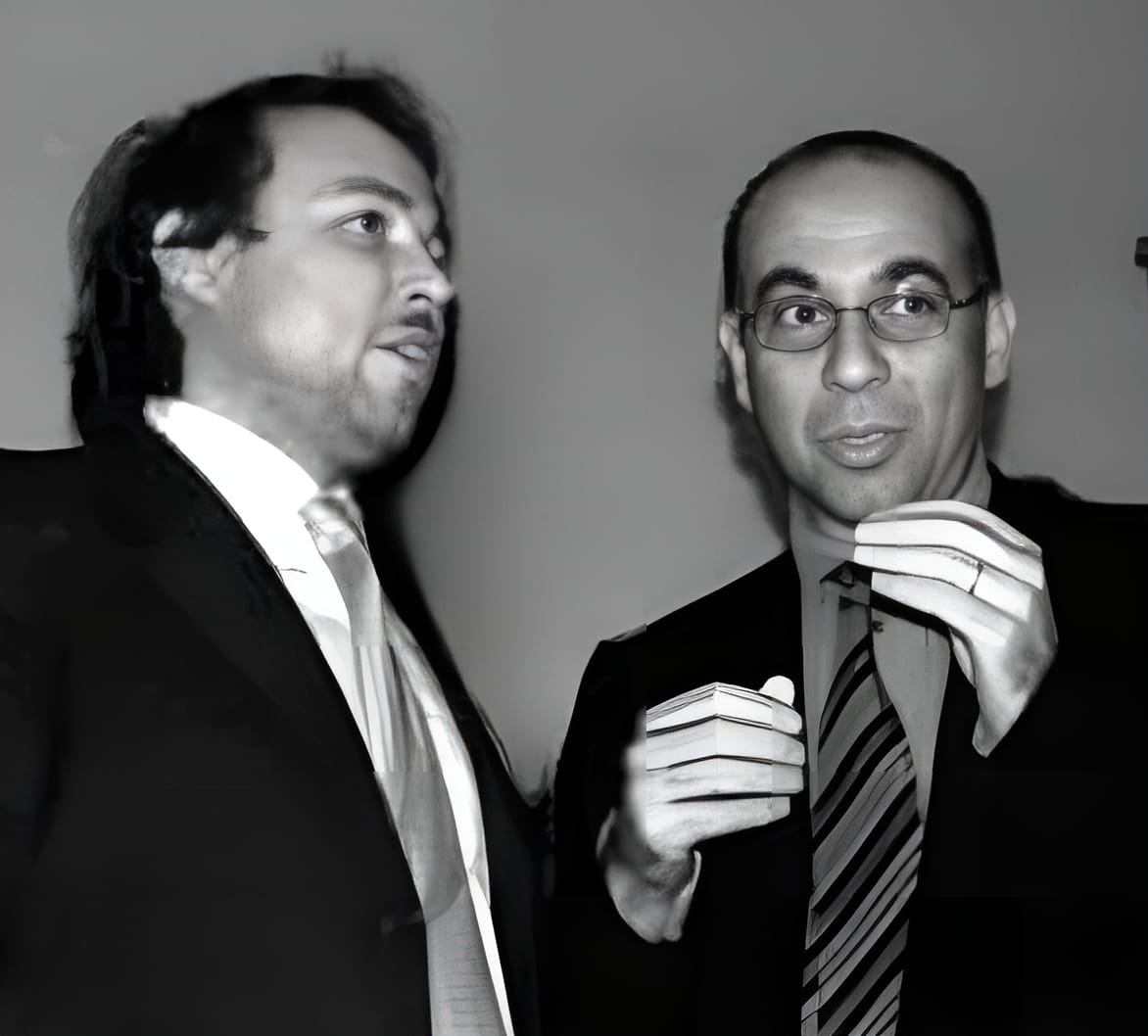
Arrigo Musti with Oscar-winning director Giuseppe Tornatore

Nello stesso anno una sua opera risulta finalista al concorso Mondiale d'Arte Contemporanea promosso dalla cattedra UNESCO di Bioetica e Diritti Umani.
Nel 2012 si trasferisce a Roma, dove insegna al liceo G.C. Argan, ed entra a contatto più stretto con l'ambiente artistico romano, vivendo in uno spazio ristretto, in via Dei Pettinari, vicino alla Casa Editrice CAM e a storici dell'arte come Maurizio Calvesi e Augusta Monferini.
Sempre nel 2012, una mostra personale viene allestita presso la sede istituzionale di Montecitorio
nelle Sale della Sacrestia e del Cenacolo del Complesso di Vicolo Valdina (Roma) e poi trasferita a Palazzo Sant'Elia (Palermo) curata dalla storica dell'arte Marisa Vescovo con testo introduttivo del figlio di Renato Guttuso, Fabio Carapezza Guttuso.
.

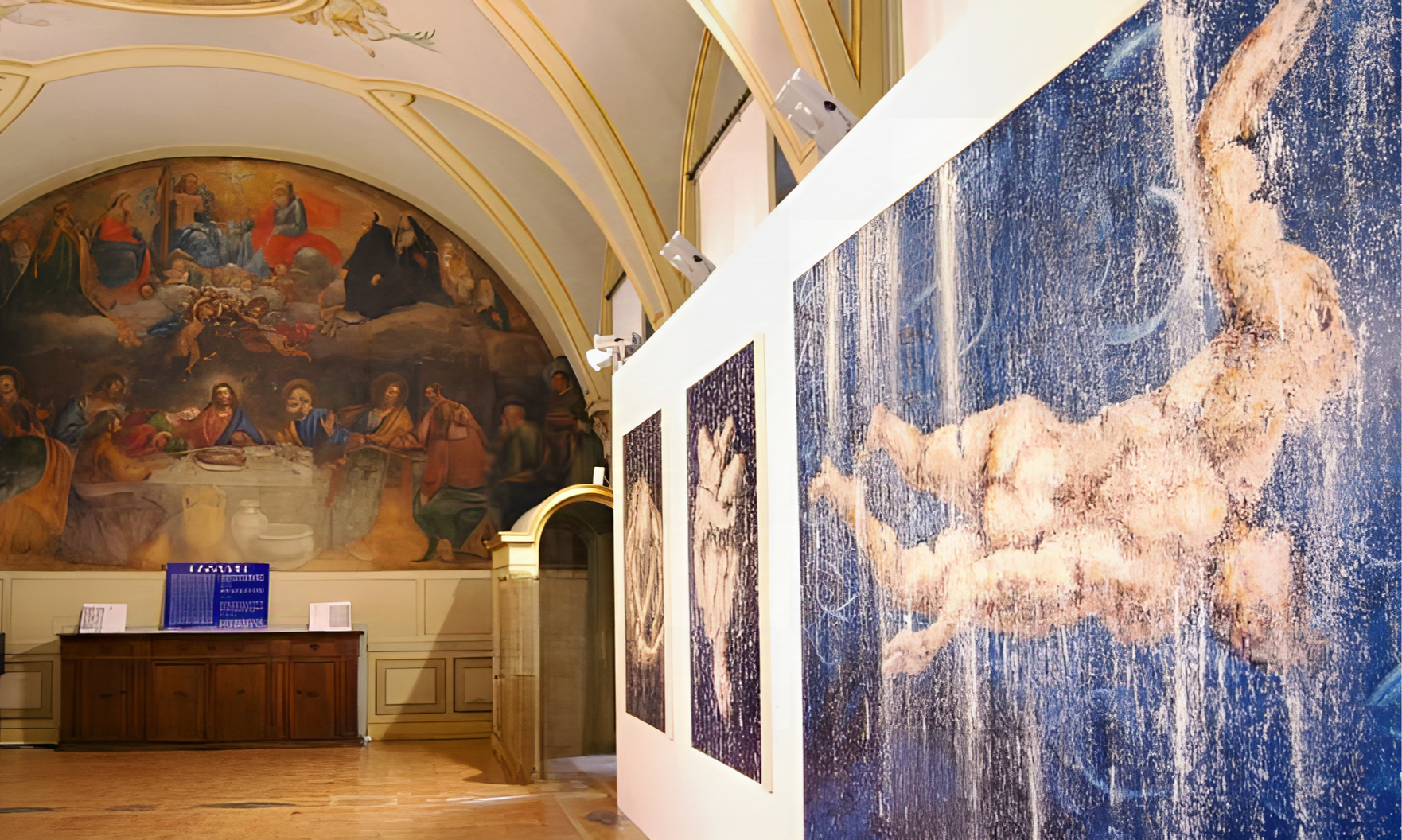
Mostra personale Nameless di Arrigo Musti (2012) presso la sala del Cenacolo nel Complesso di Vicolo Valdina a Roma, Camera dei Deputati. La volta settecentesca conserva un affresco cinquecentesco raffigurante l'Ultima Cena

Nello stesso anno espone, con altri artisti, per la Giornata del contemporaneo-Artisti per Gibellina, presso la Fondazione Orestiadi-Baglio di Stefano (Gibellina), oltre che per la mostra collettiva Il Divino nell'arte contemporanea, a cura di Roberto Bilotti, presso il Museo dei Brettii e degli Enotri di Cosenza.
Nel 2013, lo storico dell'arte Lorenzo Canova presenta la mostra personale Drops-Gocce a Bagheria. Inoltre, con la collaborazione di Maurizio Scianna, rinomato per la produzione di ceramiche per l'architettura, e insieme all'architetto Anna Russo, disegna e realizza una linea di maioliche per l'interior design esposte al MADE Expo 2013 nello stand della Regione Sicilia (Fiera di Milano).
Il 2013 segna un momento di grande interesse e gossip per il lavoro di Musti che, nel suo atelier a Bagheria, riceve personalità quali, ad esempio, Edward Luttwak, e la notizia è riportata nel 2015 (agosto) sull'inserto: Il  Venerdì del quotidiano La Repubblica.
Nel 2014, si tiene presso la Casina delle Civette dei Musei di Villa Torlonia a Roma la mostra personale dal titolo Impop, curata da Lorenzo Canova.
Nel 2017, tra le eccellenze Siciliane, la rivista Interni Magazine, oltre a Carla Accardi, Ferdinando Scianna e altri, annovera, dedicando una pagina alla serie Myth, Musti che rappresenta in immagini disciolte e liquefatte la "modernità liquida" (di Zygmunt Bauman) per la mostra FFM Far From Myth  presso Banca Mediolanum.
Poi, nello stesso anno, altre opere di grandi e medie dimensioni sempre della serie Myth vengono esposte per una preview di una esibizione di opere di Musti e dell'artista americana Dalya Luttwak al castello Lanza a Trabia. 

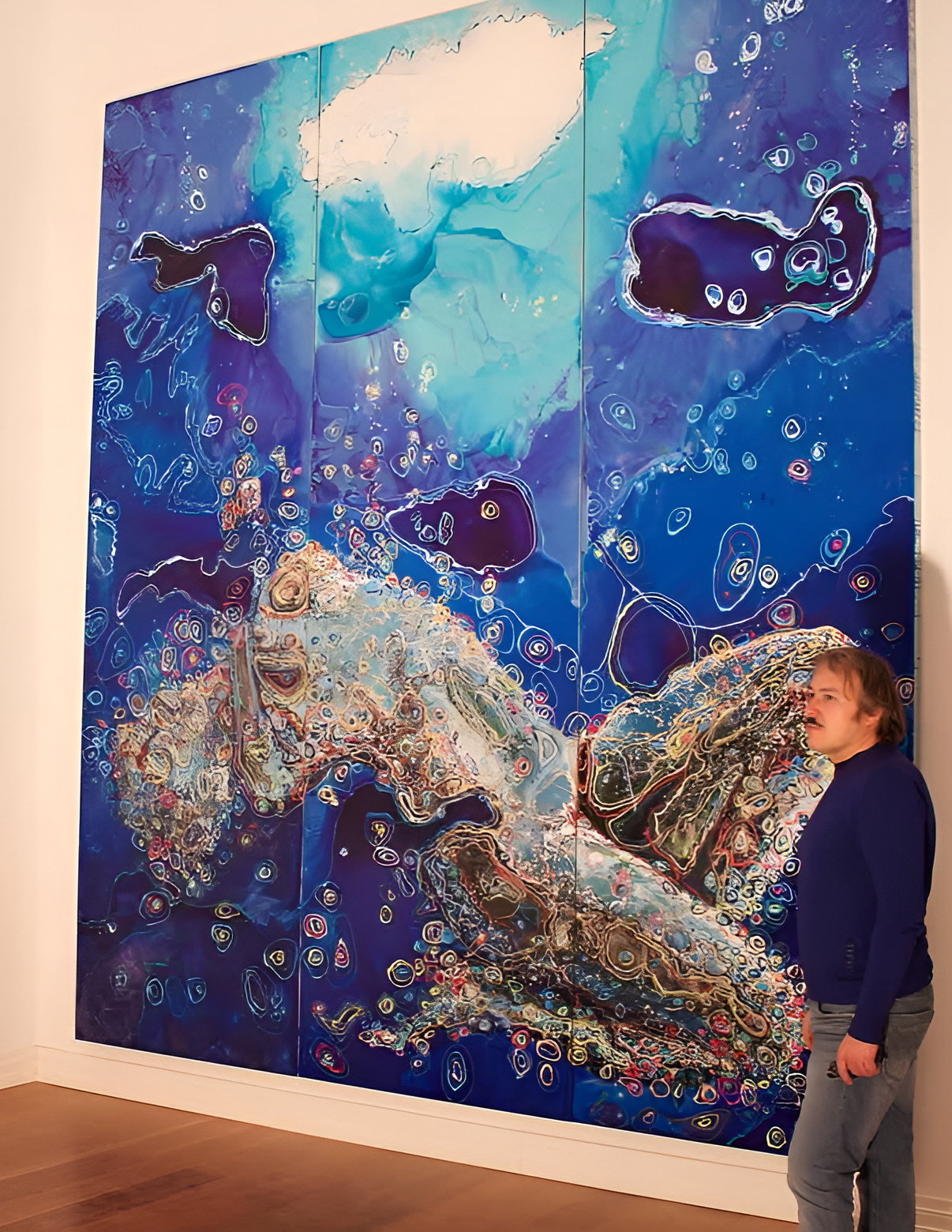
Abyss "MYTH series" cm 336x389x6 mixed technique with enamels and varnish on aluminum 2015, Arrigo Musti

Nel Castello Lanza hanno soggiornato in passato ospiti di prim'ordine fra cui il principe Raimondo Lanza, ma anche di richiamo internazionale come Aristotele Onassis e la Regina Elisabetta II del Regno Unito. Il Castello è stato scelto dopo dagli stilisti Dolce & Gabbana per il party internazionale a conclusione delle sfilate della nota maison di moda a Palermo.
Nel 2018, presso la Watergate Gallery di Washington, è presentata da Lorenzo Canova la mostra Origin di Arrigo Musti e Dalya Luttwak, recensita sul Washington Post da Mark Jenkins.
Sempre nel 2018, per "Le Vie dei Tesori" a Palazzo Sant'Elia, è esposta un'opera di grandi dimensioni di Musti, Acid Rain 2, insieme ad altre opere come Love difference di Michelangelo Pistoletto e un arco di Pietro Consagra.
Nel 2019 viene inaugurata la mostra personale di Musti dal titolo Twist, curata da Annabelle Priestley curatorial assistant of Modern and Contemporary Art della Princeton University Art Museum) e Lorenzo Canova, presso il Museo Guttuso di Villa Cattolica (Bagheria). 
Nello stesso anno, Musti espone nella collettiva Ex Voto/per arte
ricevuta,.curata da Angelo Lorenzo Crespi (che già aveva scritto un articolo su un quotidiano italiano per i lavori ImPop)
presso il Museo Marino Marini (Firenze).
Ancora nel 2019 Musti assume il ruolo inedito di regista e sceneggiatore del cortometraggio: A Fantastic Mistake, girato in Italiano e doppiato in lingua inglese.
Il film descrive, in chiave struggente e surreale, il desiderio di una giovane donna di riappropriarsi delle proprie origini Siciliane grazie all'innamoramento per un uomo più maturo, impersonificato dall'attore Orio Scaduto, che evoca in lei, per un errore proiettivo, la figura paterna. 
Un serie di rimandi alla città di Bagheria di Arrigo Musti, ove è ambientato il cortometraggio, creano una cornice decadente e nostalgica per una trama mentale che confonde le aspettative deluse della donna con la realtà. Finché la maternità riporterà la giovane donna a riappropriarsi di una vita ordinaria e più compiuta.
Musti vede nell'amore idealizzato, della giovane protagonista, una metafora efficace del sentimento universale che motiva un'artista a fuggire dalla realtà e dalla ordinarietà.
Tra i riconoscimenti ricevuti risulta vincitore, per la sezione migliore colonna sonora originale composta da Arrigo Musti e Leonardo Bartolone, della quinta edizione del Festival Internazionale Films Infest di New York City (NYCIFIF).
.
Nel film corto è protagonista l'attore italiano Orio Scaduto (prod. Luce Studio).

### Gli anni Venti
Nel 2020 e nel 2021, Musti espone un'opera della serie Myth nella collettiva Novecento - Da Pirandello a Guccione - Artisti di Sicilia, curata da Vittorio Sgarbi, catalogo Giorgio Mondadori presso il Convitto delle Arti Noto Museum della città di Noto.
Secondo il curatore Vittorio Sgarbi, l'isola avrebbe generato molti artisti e scrittori che hanno giocato un ruolo chiave nel formare l'identità culturale Italiana. Le opere più iconiche, come La Vucciria di Renato Guttuso ed Arsura donna alla fonte di Topazia Alliata, sono state scelte per l'esposizione insieme alla curatrice Anna Maria Ruta.
Secondo l'Atlante dell'Arte Contemporanea DeAgostini 2021,  di Stefania Pieralice e Daniele Radini Tedeschi nella voce dedicata all'artista: "Musti subisce le influenze di personalità dell'arte come Francis Bacon e Lucian Freud ma anche di diverse correnti artistiche come il Divisionismo italiano o le avanguardie espressioniste. In ogni caso, molte opere di Musti hanno come personaggi protagonisti gli emarginati, sottolineando così il dramma della guerra e affrontando così diversi temi dalla valenza psicoanalitica". Particolare, sottolinea l'Atlante, è la serie Nameless che esplora, in maniera esasperante, attraverso le deformità fisiche, il confine tra «umanità e bestialità». In Acid Rain, inoltre, alcune opere classiche (Nike di Samotracia e il Dioniso del Partenone) sembra che si disciolgano in lavori originali decadentisti. Tuttavia, successivamente, evidenzia ancora l'Atlante, Musti cambia impostazione artistica dedicandosi ad altre correnti artistiche concettuali.
Nel medesimo Atlante De Agostini, a Musti è riconosciuta una storicizzazione in costante crescita. 
.
L'artista, negli anni,  sperimenta molti materiali e tecniche che privilegiano l'assemblaggio di oggetti che egli stesso dispone, su supporti metallici, o spesso distrugge artatamente per ricreare gli effetti della guerra e della violenza, senza rinunciare alla pittura che li ricopre creando una patina brillante di colore, o con lo spray o con il dripping di smalti.
Nel 2022, due installazioni artistiche della serie Under Surfaces, commemorative del massacro di Srebrenica vengono esposte al Srebrenica Memorial Center della Bosnia ed Erzegovina. Alla consegna dei lavori partecipano le madri di Srebrenica e Serge Brammertz, Procuratore Capo IRMCT (International Residual Mechanism for Criminal Tribunals delle Nazioni Unite) e l'Ambasciatore Italiano a Sarajevo, Marco Di Ruzza 
. 

Nella placca che accompagna le opere si legge:
"Under Surfaces serie" di Arrigo Musti in memoria delle vittime e dei sopravvissuti del genocidio di Srebrenica del 1995 e in riconoscimento del lavoro del Procuratore delle Nazioni Unite Serge Brammertz e del suo team nel portare i responsabili davanti alla giustizia. Srebrenica, aprile 2022."
Nello stesso anno, è invitato come keynote speaker per il Convegno Internazionale Realtà mediali. Sociologia, semiotica e arte negli immaginari e nelle rappresentazioni all'Università degli Studi di Palermo (insieme a Marcel Danesi, Lev Manovich, Didier Tsala Effa e altri. 
Qui, Musti partecipa con il tema Sedotti e affiliati. Quando l'immagine è impop-olare. Ivi l'Impop Art è descritta così: 
La nostra epoca ritengo sia Impop nell’accezione che le ho voluto dare, cioè mescola orrori e onori, bellezza e distruzione, profondità ed estrema superficialità, appiattendo e ottundendo i nostri sensi, come in uno scrolling di immagini, sui nostri devices.
E' comodo rifugiarci nelle immagini più gradevoli e accattivanti, ma esse raccontano solo un aspetto di questo mondo caleidoscopio in cui viviamo.
Inoltre occhiali, orologi, collane e bracciali infranti, come le vite delle vittime dei genocidi, non sono esattamente immagini popolari o piacevoli.
Esse, solo se si vuole andare oltre i colori abbaglianti, raccontano le storie anonime di tanti uomini, donne e bambini che con quegli oggetti hanno lasciato, loro malgrado, a futura memoria la loro impronta sulla storia.
Storia che si ripete (modello Srebrenica 1995 che diventa nel 2022 Bucha in Ucraina)»
(Arrigo Musti, Sedotti e affiliati. Quando l'arte è impop-olare, 2023)

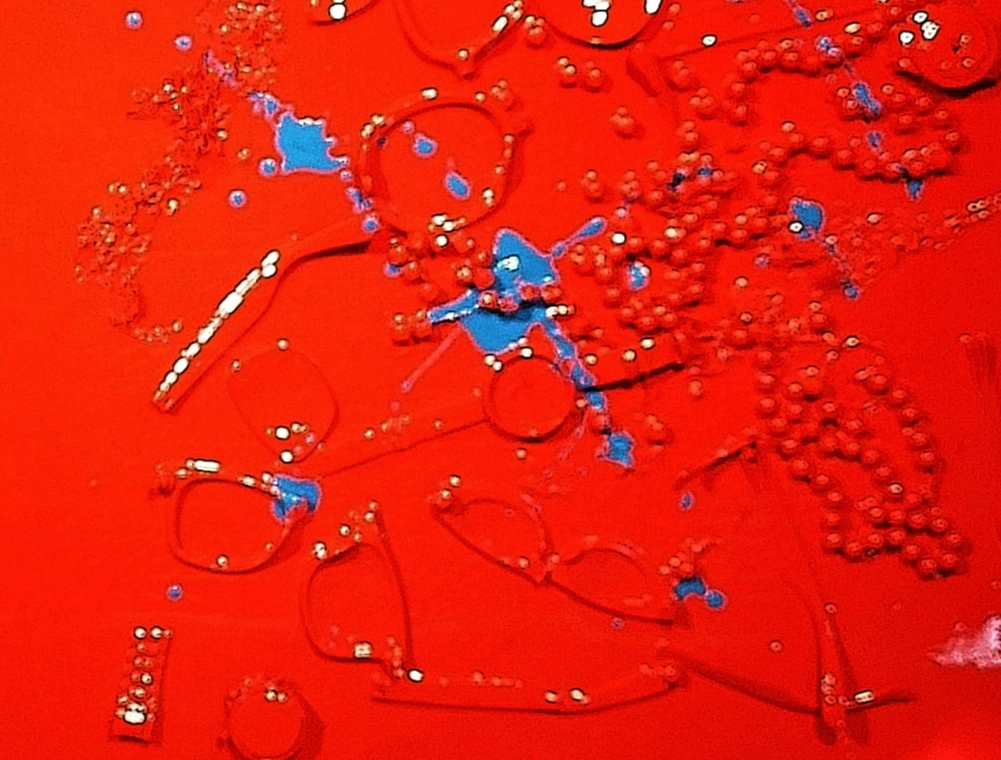
Under Surfaces" series, detail Mixed media with personal effects (watch, glasses, broken necklaces and covered with glossy paint) 2022 Srebrenica Memorial Center Bosnia and Herzegovina Arrigo Musti

Sempre nel 2022, un'opera di Musti è inserita come copertina del Manuale in inglese delle Nazioni Unite del 2021 Handbook Prosecuting Conflict-Related Sexual Violence (United Nations, IRMCT Office of the Prosecutor-Konrad Adenauer Stiftung, Rule of Law Program for Sub-Saharan Africa).
Nel 2023, Musti risulta idoneo per l'insegnamento di "Pittura" (ABAV05) in graduatoria d'istituto triennale (a.a. 2022/2025) presso l'Accademia di Belle Arti di Bari. Nello stesso anno, cura la mostra per l'installazione Honor Vacui (di Rosario Tornese) nello spazio espositivo dell'Oratorio di San Lorenzo (Palermo) .  L'opera è iscritta dentro il telaio (esposto alla Biennale di Venezia del 2013 da Danh Vo) della Natività con i santi Lorenzo e Francesco d'Assisi di Caravaggio (dipinto trafugato nel 1969).
Inoltre, sempre nello stesso anno, Musti partecipa alla mostra Breath, che si tiene a Seul presso lo Czong Institute for Contemporary Art. Qui, Musti, che espone con altri artisti impegnati in tematiche ambientali, porta le opere Impop n. 1 e Impop n. 2, che entrano poi nella collezione permanente del museo Sudcoreano.
Ancora nel 2023, un'altra opera di Musti della serie Iron Drops (2014) è utilizzata come immagine di copertina (la fotografia è di Francesco Domilici) del testo Manuel poursuivre les violence sexuelles liées aux conflicts, edito per le Nazioni Unite (International Residual Mechanism for Criminal Tribunals-Office of the Prosecutor, con Programme pour la Promotion de l'Etat de Droit-Afrique subsaharienne e Konrad Adenauer Stiftung).
A marzo partecipa al seminario "Storia dell’arte medievale", presso l'Accademia di Belle Arti di Palermo, per verificare gli aspetti canonici, evolutivi e ultrattivi dell’arte medievale nei secoli fino all’arte contemporanea, cui partecipa anche Aldo Gerbino. Il saggio che Musti scrive sul tema, "Tracce dell'arte medievale nell'arte contemporanea", curato da Germanà Bozza e Gnoffo, è pubblicato sulla rivista internazionale Papireto, diretta da Luigi Agus, ed è reperibile presso le biblioteche online della Harvard University, della californiana Stanford University e della canadese MacEwan University.
Partecipa anche ad altre conferenze e seminari universitari.
Nello stesso anno è allestita la mostra ImPOP Archétypes, curata da Domenico De Chirico e Aldo Gerbino, presso l'Aeroporto di Palermo-Punta Raisi "Falcone e Borsellino", con alcune opere di Musti e dell'artista visuale Francesco Domilici. Su questa mostra, proprio De Chirico si esprime specificando come ImPOP Archetypes sia «frutto di un'avvincente commistione artistica tra Francesco Domilici e Arrigo Musti, rispettivamente il primo mediante fotografia e il secondo tramite pittura» e che ciò «è da intendersi come crocevia tra passato e presente».
Sempre nel 2023, una sua opera dal titolo: "Legge di Conservazione della Vita" viene scelta dalle Nazioni Unite per la celebrazione del 75º anniversario della “Convenzione sulla Prevenzione e la Condanna del Crimine di Genocidio e della Dichiarazione Universale dei Diritti dell’Uomo”. La cerimonia con diretta web TV della Nazioni Unite si è svolta l'8 dicembre nella sala dei mandati (Trusteeshep Council Chamber), nella sede dell’ONU a New York, cui è stato invitato lo stesso artista. 
L’opera: 'Legge di Conservazione della Vita , esposta nel Palazzo di Vetro del Quartier Generale delle Nazioni Unite a New York, fa parte del Patrimonio Artistico delle Nazioni Unite..
L'opera, come spiega Alice Wairimu Nderitu (Sottosegretario Generale delle Nazioni Unite e Consigliere Speciale del Segretario Generale António Guterres), restituisce una metafora visiva per rendere molto chiara la necessità di prevenire e perseguire il crimine del genocidio, giacché si basa sul parallelismo col Pendolo di Newton che è governato dalla Legge della Conservazione della Quantità di Moto e dell'Energia, nel caso delle Nazioni Unite la "Legge di Conservazione della Vita".
Nel 2024 un'altra acquisizione prestigiosa avviene nel Tribunale della Nazioni Unite ad Arusha, Tanzania. Due installazioni della serie Impop 23, raffiguranti, in forma stilizzata, dei profili di bambini e donne che rimandano alla cultura e ai costumi locali, emergono e s'intravedono su delle superfici lucide, ma al contempo scure. Su tali superfici una pioggia blu scrive il numero “75” e “UN”. Essi, nell'anno del 75º anniversario della normativa che persegue i crimini di genocidio, rappresentano un richiamo alla memoria della guerra civile in Ruanda del 1994, che culminò nel massacro dei Tutsi e degli Hutu moderati. I due lavori sono anche un tributo al lavoro proficuo della procura dell'IRMCT delle Nazioni Unite che ha portato nel 2023 all'arresto di Fulgence Kayishema, uno dei sospettati più ricercati nel genocidio del Ruanda.
Sempre nel 2024, in occasione del cinquantesimo anniversario della fondazione del Museo Guttuso di Bagheria, vengono installati e acquisiti permanentemente altri tre lavori di Musti, della serie Impop Women, al secondo piano del museo, arricchendo ulteriormente la collezione permanente con opere dell'artista. Questi nuovi inserimenti evidenziano un'evoluzione stilistica e un arricchimento concettuale rispetto alle precedenti opere, collegandosi a una forma di statuaria classica femminile.
In quest'occasione, l'autore desta interesse per l'interpretazione contemporanea degli archetipi culturali, paragonando le figure greco romane alle Marilyn di Andy Warhol, ma attribuendo loro un significato opposto. Al contrario delle icone Pop, queste opere veicolano archetipi culturali universali, attingendo dalla ricca tradizione mediterranea millenaria. Musti sottolinea l'importanza del disegno e dell'idea nella realizzazione delle sue opere, considerando ogni altro aspetto come secondario e finalizzato unicamente a rendere le opere visivamente seducenti per stimolare nello spettatore una riflessione personale ed autonoma sulla storia, non influenzata dal marketing o da odierni algoritmi massivamente utilizzati dai social.
Ancora nel 2024, un'altra opera della serie Iron Drops è inserita come copertina del testo in portoghese delle Nazioni Unite dal titolo Manual. O exercício da ação penal en matéria de violência sexual em conflictos armados, Nações Unidas. Il manuale viene presentato dalla procura mondiale dell'IRMCT delle Nazioni Unite, presso l'Ufficio Diplomatico del Belgio a Maputo, in Mozambico.
Per il 50º anniversario del Museo dedicato al pittore Renato Guttuso, Musti tiene, nel Museo stesso, degli incontri sulla pittura contemporanea, "racconti d'artista", con gli studenti del territorio.
Nel marzo 2024 Musti viene intervistato assieme ad Alessandro Bazan ed altri dal regista Carlo Loforti per il docufilm, prodotto dalla Duca di Salaparuta S.p.A. e realizzato da Just Maria: La teoria dei
contrasti.
Ad ottobre 2024 si inaugura la collettiva Careful Details presso il museo Guttuso curata da Arrigo Musti. 7 artisti ed intellettuali, scelti da Musti, indagano la "cura dei dettagli" in senso lato attraverso la forbice tra la storia contemporanea e la vita quotidiana. 
Tra gli artisti selezionati da Musti spicca  Lev Manovich, fondatore del Cultural Analytics Lab, che utilizza la scienza dei dati per analizzare grandi raccolte di immagini. Il suo laboratorio ha collaborato con Google, la New York Public Library e il MoMA per creare visualizzazioni di dataset culturali.
Il Catalogo della mostra Careful Details è edito da UniPapress, casa editrice dell'Università degli Studi di Palermo
Inoltre i ritratti, in chiave ImPop, del giudice Benjamin Ferencz e del procuratore Robert H. Jackson, fanno parte, da ottobre 2024, della collezione permanente dell'Accademia Internazionale dei Principi di Norimberga, presso l'ex Palazzo di Giustizia di Norimberga.
Attualmente, questo edificio ospita il Nuremberg Memorial Trials e l'Accademia Internazionale dei Principi di Norimberga. I principi scaturenti dallo storico processo sono stati codificati dalle Nazioni Unite. Una didascalia descrive così il lavoro di Musti:
"In una fusione di pop art ed estetica digitale, Arrigo Musti presenta un brillante ritratto di Robert Houghwout Jackson, celebre Procuratore Capo ai Processi di Norimberga. L'opera d'arte utilizza contorni nitidi e simili alle immagini digitali per contrapporre la grandezza storica all'iconografia superficiale dei social media contemporanei. Questo ritratto sottolinea l'influenza monumentale di Jackson sulla giustizia internazionale e il suo potenziale per ispirare le future generazioni. L'uso di colori vivaci e linee distinte da parte di Musti funge da metafora, trasformando Jackson in un'icona sociale dei giorni nostri. La sua eredità nel perseguire crimini efferati e sostenere la giustizia contro il genocidio e altre atrocità è un potente promemoria dell'importanza della responsabilità nella storia e nella società. Quest'opera invita gli spettatori, in particolare i giovani, a riconoscere e ammirare figure storiche fondamentali che hanno plasmato i contorni etici e giudiziari del nostro mondo. Musti ha definito la sua poetica pittorica come "Impop", un acronimo per "impopolare" in italiano, per sedurre gli spettatori con immagini estremamente colorate, brillanti e quasi riflettenti. Queste immagini, spesso legate all'immaginario collettivo del passato, sono intese a indurre gli spettatori a impegnarsi in riflessioni profonde, personali ed etiche sui significati dietro e oltre l'opera stessa."
Musti ha poi personalmente presentato i suoi dipinti durante il Nuremberg Forum del 2024 intitolato:: "For Every Child: Protecting Children’s Rights in Armed Conflict".
Un evento annuale internazionale che si svolge all'interno della storica Aula 600 Courtroom cui hanno partecipato eminenti giuristi e esperti incaricati dei Tribunali Internazionali. 
Tra essi relatori di spicco, nell'attuale contesto storico, Karim Khan, procuratore della Corte Penale Internazionale,  Serge Brammertz. dell'IRMCT e Navanethem Pillay giudice della Corte penale internazionale.

Il 27 gennaio 2025, Giornata Internazionale della Memoria, al Memoriale del genocidio di Kigali, in Ruanda, alla presenza dei dirigenti del Memoriale, è affisso alle pareti del percorso espositivo l'opera: "L.O.V.E." acronimo di "L'Amore Supera le Varie Inimicizie". 
Musti trae ispirazione dal genocidio dei Tutsi in Ruanda, e propone l'ossimoro visivo per comporre la parola Amore, in cinese, con i machete insanguinati con cui si è consumato uno dei genocidi più efferati della storia dell'umanità.
'
Inoltre, nel 2025, per il bicentenario della Duca di Salaparuta, la società facente parte del gruppo ILLVA Saronno S.p.A. ha commissionato ad Arrigo Musti la creazione di un'opera d'arte "site-specific" di grandi dimensioni dedicata a Topazia Alliata. Topazia, storica figura della cantina casteldaccese e della cultura italiana, era figlia del Duca Enrico Alliata, moglie dell'antropologo Fosco Maraini e madre della scrittrice Dacia Maraini. Musti ha realizzato un'opera intitolata"Poliedrica", utilizzando il suo linguaggio metaforico legato alla statuaria ellenistica. L'opera intende rappresentare tre tempi e tre aspetti della multiforme vita e personalità di Topazia, sottolineando il suo contributo alla cultura e alla società non solo siciliana, ma nazionale. Le tre figure mitologiche raffigurate – Baccante, Demetra e Artemide – diventeranno le etichette delle tre versioni: rosso, rosato e bianco del Colomba Platino, un vino pregiato dedicato da Topazia Alliata alla Colomba di Pablo Picasso, simbolo di pace.

Poliedrica viene esposta per il Fuori Salone presso Superstudio Più durante la Design Week 2025 a Milano, con il tema "Fill the world with love", disegnato per la Duca  di Salaparuta presso il Flavio Lucchini Art Museum.

## Lavori
I primi lavori sono una lunga serie di immagini di volti e corpi di statue classiche, o di uomini fotografati e poi trasformati, pittoricamente, in statue spesso distrutte, corrose o abbandonate sulle quali Musti, ultimata l'immagine, lancia una pioggia di colore per simboleggiare una pioggia corrosiva, come nella serie Acid Rain.
Musti usa il mito per descrivere la contemporaneità e la sua presunta perdita di ideali alti, a livello sia individuale che sociale.
Giuseppe Tornatore definisce i suoi lavori:
Maurizio Calvesi scrive: 
Lorenzo Canova, a proposito del manifesto Impop, scrive:
Musti propone infatti, in forma di garbata
sfida, una visione paradossale dove vengono
ad esempio usati con efficacia la laccatura
e lo sfoggio di un colore deliberatamente
accattivante e portato al suo massimo grado
di potenza timbrica, con un'azione persuasiva
per lo spettatore, trasformato dall'artista in un
consumatore di lucidissimi e patinati oggetti alla
moda in cui sono nascoste la storia e la cultura...»
Angelo Lorenzo Crespi direttore della Pinacoteca di Brera:
Domenico De Chirico su DoMus acronimo di  Domilici e Musti
Solonovič, Evgenij Michajlovič
Professore di Letteratura italiana
presso l'Università Gorky di Mosca,
poeta e traduttore dei classici italiani in lingua russa, scrive:
Nei primi lavori della serie "Infamous Rain" sono rappresentate donne violentate dal brutale lancio di acido sul volto da parte di familiari e/o conviventi. 
“acidificazione”. Barbara consuetudine in alcune parti della terra, arrivata anche in Italia.
Musti assimila tali donne a statue corrose che hanno perduto la loro bellezza per colpa dell'efferatezza e dell'abbandono.
Successivamente i lavori s'incentrano sul tema della miseria umana e materiale di alcune aree geografiche del pianeta. Queste opere sono state esposte a Montecitorio nel 2012 con la Mostra Anonimi "Nameless".
Poi, con la serie Drops, ritorna la statuaria, questa volta scarnificata all'essenzialità di luci e ombre e di dense colature di materiali semisolidi; su tali immagini cade una sola goccia “Drop” colorata a evidenziare la contraddizione tra l'arte, concepita per l'immortalità, e la goccia che, per quanto effimera, può, col suo lento e incessante cadere, logorare e corrodere anche la materia più dura. 
Nella matrice archetipa del “mito” corroso, l'autore vede la metafora dell'odierna dispersione e della decadenza dei costumi.
Il tema "Impop" si occupa di seduzione della forma e, per i vari dipinti, si utilizzano colori molto brillanti e lucidi. In ogni caso, i temi di questa corrente personale dell'autore si riferiscono spesso a temi impegnativi come l'infanzia negata e la guerra.
Nell'articolo apparso sul Washington Post (2 novembre 2018), Mark Jenkins scrive (qui tradotto in italiano):

## Esposizioni
- 2025 Milano FLA Art Museum Superstudio Più Design Week 2025

.
- 2020-2021 - Noto, Convitto delle Arti Museum, Novecento - da Pirandello a Guccione - Artisti di Sicilia, a cura di Vittorio Sgarbi, collettiva.
- 2019 - Washington, Galleria Watergate, Origin, mostra personale di Arrigo Musti e Dalya Luttwak a cura di Lorenzo Canova.
- 2019 - Ex Voto per Arte Ricevuta curata da Angelo Crespi, collettiva: The Mall, Milano; Mondadori Store Piazza del Duomo, Milano; Museo Marino Marini, Firenze.
- 2014 - Roma, Musei di Villa Torlonia, Mostra Personale "Impop".
- 2014 - Castelbuono, Museo civico di Castelbuono.
- 2013 - Padova, XXIV edizione di Arte Padova Contemporary Art Talent Show, Padova Fiere Spa.
- 2013 - Bagheria, Villa Casaurro, Drops - Gocce[82].
- 2012 - Palermo, Palazzo Sant'Elia, Sala delle Capriate, Mostra Personale Nameless - Anonimi[83].
- 2012 - Roma, Montecitorio (Complesso Monumentale di Vicolo Valdina), Mostra Personale Nameless - Anonimi.
- 2011 - Trapani, Fondazione Orestiadi di Gibellina.
- 2011 - Biennale di Venezia - Padiglione Italia.
- 2009 - Freetown (Sierra Leone), SCSL special court for Sierra Leon.
- 2009 - Chicago (Illinois), Municipio.
- 2008 - L'Aia (Paesi Bassi), Nuts Huis, dal titolo Red Cross Summer exhibitions.
- 2008 - Londra, Mostra con asta di beneficenza curata da Christie's e Partnership dell'Istituto italiano di cultura ad Amsterdam.
- 2008 - Palermo, Personale Oil and blood rain presso il Consolato Generale del Regno del Marocco.

## Nei luoghi pubblici
- Aeroporto di Palermo-Punta Raisi, Sala Vip[84].
- Nuremberg Memorial Trials del processo di Norimberga e Accademia Internazionale dei Principi di Norimberga
- Memoriale del genocidio di Kigali, Ruanda, luogo commemorativo del genocidio dei Tutsi del 1994

## Nei musei
- Czong Institute for Contemporary Art, Seul, Corea del Sud.
- Museo della Pace della Sierra Leone Freetown

opera della serie Oil and Blood Rain olio su tela cm 180x200 Ante Room.
- Museo Internazionale della Pace di Dayton, Ohio, USA.
- Museo Guttuso in Villa Cattolica, Bagheria[86].
- Museo civico di Castelbuono[87].
- Orestiadi di Gibellina, Museo delle Trame mediterranee.
- Palazzo Comitini, provincia Regionale di Palermo, percorso d'arte moderna e contemporanea.
- Palazzo Sant'Elia, Fondazione Sant'Elia.
- "Museo comunale di Rende - Roberto Bilotti Ruggi D'Aragona", presso Castello Normanno Svevo di Rende (CZ).

## Nelle sedi delle Nazioni Unite
- Tribunale penale internazionale per l'ex-Jugoslavia (ICTY), L'Aia.
- Memoriale di Srebrenica, Bosnia ed Erzegovina. Installazione permanente del lavori della serie Under Surfaces. Si legge nella targa: "In memoria delle vittime e dei sopravvissuti del genocidio di Srebrenica del 1995 e in tributo del lavoro del procuratore capo Serge Brammertz delle Nazioni Unite e della sua squadra nell'assicurare alla giustizia i colpevoli".
- Palazzo di vetro del Segretariato delle Nazioni Unite, New York.
- Tribunale penale internazionale per il Ruanda, Arusha (Tanzania).
- Corte Speciale per la Sierra Leone Freetown

## Riconoscimenti
- Nel 2014 riceve dalla Fondazione Italia Usa con cerimonia Sala delle Conferenze di Palazzo Marini in Roma, il premio della Fondazione Italia Usa: "per avere raggiunto importanti risultati in ordine alla sua attività artistica e al suo legame culturale con gli Stati Uniti"[88]

.
- Nel 2023 la sua opera “Legge di Conservazione della Vita” entra a far parte, a titolo di donazione, della Collezione d'arte dell'ONU[90]. Assieme alle sculture di Arnaldo Pomodoro e Giacomo Manzù, situate nello spazio esterno del Quartier Generale delle Nazioni Unite, è una delle tre opere con cui l'Italia partecipa alla prestigiosa Collezione d'arte.
- Dal 2024 due opere “75” e “UN”, della serie Impop 23, vengono esposte stabilimente nel Tribunale della Nazioni Unite ad Arusha, Tanzania. Rappresentano un richiamo al genocidio del Ruanda del 1994 e sono un tributo al lavoro della procura dell'IRMCT delle Nazioni Unite che ha portato nel 2023 all'arresto di Fulgence Kayishema.
- Dal 2024 fa parte della commissione scientifica internazionale della collana: Arte e Comunicazione di Palermo University Press

.
- Dal 2025 fa parte del scientific board del Cultures and Societies Department, University of Palermo, Italy, con Massimo Canevacci University of Rome “La Sapienza”, Italy, Michael Jackson, Harvard Divinity School, Cambridge, USA, Anand Pandian, Johns Hopkins University, Baltimore, USA e altri

.